# Clã Ogasawara

O Mon (Brasão) do Clã Ogasawara

O Clã Ogasawara (小笠原氏, Ogasawara-shi) foi um clã samurai que descende do Seiwa Genji . Os Ogasawara atuavam como Shugos (governadores) da Província de Shinano nos Períodos Kamakura, Muromachi e Azuchi-Momoyama (c. 1185-1600), e como Daimyō (senhores feudais) de territórios em Kyūshū durante o Período Edo (1600-1867).
No final do Período Sengoku (final do Século XVI), o clã fez oposição a Toyotomi Hideyoshi e a Tokugawa Ieyasu .
Mas durante o Período Edo, os Ogasawara foram classificados como fudai (Clã Aliado) e eram vassalos hereditários dos Tokugawa , em contraste com os tozama (Clã Forasteiro).

## História
O Clã Ogasawara se originou no Século XII na Província de Shinano . Descendem de Takeda Yoshikiyo e por conseguinte do Seiwa Genji . Em termos gerais, existem duas linhas genealógicas dos Ogasawara, a Matsuo e a Fukashi , que identificam lugares em Shinano. A linha Matsuo deu origem aos Ogasawara de Echizen, e a linha Fukashi aos Ogasawara de Bunzen . 
Durante os períodos  Kamakura, Muromachi, o clã controlou a Província de Shinano, enquanto clãs aliados controlavam as províncias de Província de Awa, Bizen, Bitchū, Iwami, Mikawa, Tōtōmi e Mutsu. De acordo com algumas teorias, o Clã Miyoshi e o Clã Mizukami eram descendentes do Clã Ogasawara.
O clã desenvolveu uma série de escolas de artes marciais, durante este período, conhecida como Ogasawara-Ryu , e contribuiu para a codificação do bushido  . 
O bisneto de Yoshikiyo, Nagakiyo , foi o primeiro a levar o nome Ogasawara. A área controlada por seus descendentes cresceu para abranger toda a Província de Shinano .
O neto de Nagakiyo, Ogawawara Hidemasa (1569-1615), era vassalo de Ieyasu, e em 1590, recebeu o Domínio de Koga (com renda de 20.000 koku ) na Província de Shimōsa . Em 1601, Ieyasu transferiu Hidemasa para o Domínio de Iida (50.000 koku ) em Shinano, e em 1613, consegue voltar para a casa de seus antepassados, no Castelo de Fukashi (80.000 koku ) ,  agora conhecido como Castelo de Matsumoto . 

## Ramos do Clã Ogasawara
O Clã Ogasawara originou os seguintes Ramos:
- O ramo principal dos Ogasawara desde o princípio foram daimyō em Fukashi, então, em 1617, o daimyō foi transferido para o Domínio de Akashi (120.000 koku ) na Província de Harima. Nos anos 1632, abrangendo através de 1868, os descendentes desse ramo do Ogasawara se tornaram Daimyō de Kokura (150.000 koku ) [1] na Província de Buzen [2]. Com a abolição do sistema han o líder do Clã passou a ser Hakushaku (Conde) no novo sistema de nobreza Kazoku [6]
- Um ramo secundário dos Ogasawara foram daimyō em Domínio de Chizuka (10.000 koku ) [2] na Província de Buzen. Após a Restauração Meiji o Líder deste Ramo tornou-se Shishaku ("Visconde").
- Outro ramo secundário dos Ogasawara  foram daimyō em 1617 no  Domínio de Tatsuno na Província de Harima , e em 1632, foram transferidos para o Domínio de Nakatsu na Província de Buzen . Entre 1716 e 1868, os descendentes desse ramo permaneceram no Domínio de Anshi (10.000 koku ) [1] na Província de Harima [2]. O Líder desta linha tornou-se Shishaku ("Visconde").
- Um terceiro ramo secundário  recebeu em 1632  o controle do Domínio de Kizuki na Província de Bungo, em 1645 foram transferidos para o Domínio de Yoshida na Província de Mikawa , em 1697 para Domínio de Iwatsuki na Província de Musashi , em 1711 para o Domínio de Kakegawa na Província de Tōtōmi , em 1747 para o Domínio de Tanakura na Província de Mutsu . Finalmente, dos anos 1817 a 1868, os descendentes desse ramo ficaram no Domínio de Karatsu (60.000 koku ) [1] na Província de Hizen [2]. O Líder desta linha tornou-se Shishaku ("Visconde").
- Um último ramo descendentes de Ogasawara Sadamune que se juntou Nitta Yoshisada em derrubar o Clã Hōjō em Kamakura, no Século XIV. Este mesmo Sadamune foi um general de Ashikaga Takauji [3]. Este ramo do Ogasawara foram estabelecidos em 1590 no Domínio de Honjō na Província de Musashi, em 1608 no no Domínio de Koga na Província de Shimōsa , em 1619 no Domínio de Sekiyado na Província de Shimōsa, e em 1637 no Domínio de Takasu na Província de Mino. Entre 1691 e 1868,  foram daimyō no Domínio de Katsuyama (22.000 koku) [1] na Província de Echizen [2]. O Líder desta linha tornou-se Shishaku ("Visconde").

## Membros Notáveis do Clã
- Ogasawara Sadamune, 1294–1350
- Ogasawara Nagahide
- Ogasawara Nagatoki, 1519–1583
- Ogasawara Ujioki, 1529–1569
- Ogasawara Nagatada, -1590
- Ogasawara Hidemasa, 1569–1615.[7]
- Ogasawara Sadayori, -1625
- Ogasawara Ichian
- Ogasawara Tadazane, 1596–1667
- Ogasawara Tadamoto
- Ogasawara Nagashige, 1650–1732 – 11º Kyōto Shoshidai.[8]
- Ogasawara Nagamichi, 1822–1891
- Miyoshi Yutaka,  -1869 – irmão de Nagamichi; Shinsengumi)
- Ogasawara Tadanobu, 1862–1897
- Ogasawara Naganari, 1867–1958 – Almirante da Marinha Imperial Japonesa
- Ogasawara Nagamoto – Casa dos Pares (1925).[9]